# Patrick Naughton
Patrick Naughton (1965) é um dos criadores da linguagem de programação Java para a Sun Microsystems. 